# Aragó (cognom)
Aragó és un nom de família dels descendents del reis d'Aragó i comtes de Barcelona. A Itàlia es va convertir en Aragona. Avui totes aquestes línies estan extintes en línia directa.

## Línies

### Originada per quatre fills deJaume I d'Aragó
- Mallorca, creada pel rei Jaume II de Mallorca.
- Híxar, creada per Pere, senyor d'Híxar.
- Xèrica, creada per Jaume, senyor de Xèrica.
- Castre, creada per a Ferran Sanxis, senyor de Castre.

### Originada per un fill deJaume II d'Aragó
- Empúries, creada per Ramon Berenguer I d'Empúries, comte d'Empúries.
- Prades-Gandia-Villena, creada per Pere d'Aragó i d'Anjou, comte de Prades (més tard ducs).

### Originada per un fill d'Alfons III d'Aragó
- Urgell, creada per Jaume I comte d'Urgell.

### Originada per un fill dePere III d'Aragó
- Avola, creada per Frederic II rei de Sicília, van ser senyors (més tard marquesos) d'Avola i Terranova.

### Originada per un fill deFerran I d'Aragó
- Sogorb, creada per Enric I senyor de Sogorb (després ducs).

### Originada per un fill d'Alfons V d'Aragó
- Nàpols, creada per Ferran I de Nàpols.

### Originada per un fill deFerran I de Nàpols
- Montalto, creada per Ferran, duc de Montalto.

### Originada per un fill deJoan II d'Aragó
- Vilafermosa, creada per Alfons, duc de Vilafermosa.

### Originada per un fill deFerran II d'Aragó
- Argavieso-Ballobar, creada per Alfons d'Aragó (arquebisbe de Saragossa) i els seus descendents.

| Branca                 | Casa Reial         | Llinatge               | Regnat                              | ...............Sobirà...............                                                                                      | Imatge | Comentari |
| ---------------------- | ------------------ | ---------------------- | ----------------------------------- | --- | --- | --- |
|                        |                    |                        | 1276                                | Pel Testament de Jaume I d'Aragó, neix la Casa Reial de Mallorca                                                          | Pel Testament de Jaume I d'Aragó, neix la Casa Reial de Mallorca                                                          | Pel Testament de Jaume I d'Aragó, neix la Casa Reial de Mallorca                                                          |
| Casa Reial de Mallorca | Casa Reial d'Aragó | Llinatge de Barcelona  |                                     | | | |
| Casa Reial de Mallorca | Casa Reial d'Aragó | Llinatge de Barcelona  | 1276 1313                           | Jaume II de Mallorca | | |
| Casa Reial de Mallorca | Casa Reial d'Aragó | Llinatge de Barcelona  | 1313 1324                           | Sanç I de Mallorca, el Pacífic                                                                                            | | |
| Casa Reial de Mallorca | Casa Reial d'Aragó | Llinatge de Barcelona  | 1324 1343                           | Jaume III de Mallorca, el Temerari                                                                                        | | |
| Casa Reial de Mallorca | Casa Reial d'Aragó | Llinatge de Barcelona  | Jaume IV de Mallorca, el Pretendent | | | |
|                        |                    |                        | 1343                                | En la batalla de Santa Ponça, el rei Pere IV d'Aragó "el Cerimoniós" reannexiona el Regne de Mallorca a la Corona d'Aragó | En la batalla de Santa Ponça, el rei Pere IV d'Aragó "el Cerimoniós" reannexiona el Regne de Mallorca a la Corona d'Aragó | En la batalla de Santa Ponça, el rei Pere IV d'Aragó "el Cerimoniós" reannexiona el Regne de Mallorca a la Corona d'Aragó |
|                        |                    |                        | 1295                                | Durant les Vespres Sicilianes, l'infant Frederic d'Aragó és nomenat Rei de Sicília                                        | Durant les Vespres Sicilianes, l'infant Frederic d'Aragó és nomenat Rei de Sicília                                        | Durant les Vespres Sicilianes, l'infant Frederic d'Aragó és nomenat Rei de Sicília                                        |
| Casa Reial de Sicília  | Casa Reial d'Aragó | Llinatge de Barcelona  |                                     | | | |
| Casa Reial de Sicília  | Casa Reial d'Aragó | Llinatge de Barcelona  | 1295 1337                           | Frederic II de Sicília | | |
| Casa Reial de Sicília  | Casa Reial d'Aragó | Llinatge de Barcelona  | 1337 1342                           | Pere II de Sicília | | |
| Casa Reial de Sicília  | Casa Reial d'Aragó | Llinatge de Barcelona  | 1342 1355                           | Lluís I de Sicília | | |
| Casa Reial de Sicília  | Casa Reial d'Aragó | Llinatge de Barcelona  | 1355 1377                           | Frederic III de Sicília, el Senzill                                                                                       | | |
| Casa Reial de Sicília  | Casa Reial d'Aragó | Llinatge de Barcelona  | 1377 1401                           | Maria I de Sicília | | |
| Casa Reial de Sicília  | Casa Reial d'Aragó | Llinatge de Barcelona  | 1392 1409                           | Martí I de Sicília, el Jove                                                                                               | | |
|                        |                    |                        | 1392                                | L'Infant Martí d'Aragó es casa amb la reina Maria de Sicília i reconquereix el regne                                      | L'Infant Martí d'Aragó es casa amb la reina Maria de Sicília i reconquereix el regne                                      | L'Infant Martí d'Aragó es casa amb la reina Maria de Sicília i reconquereix el regne                                      |
|                        |                    |                        | 1325                                | Permuta aconseguida amb el comte Hug VI d'Empúries                                                                        | Permuta aconseguida amb el comte Hug VI d'Empúries                                                                        | Permuta aconseguida amb el comte Hug VI d'Empúries                                                                        |
| Comtat d'Empúries      | Casa Reial d'Aragó | Llinatge de Barcelona  |                                     | | | |
| Comtat d'Empúries      | Casa Reial d'Aragó | Llinatge de Barcelona  | 1325 1341                           | Pere I d'Empúries, Comte d'Empúries i Comte de Prades                                                                     | | |
| Comtat d'Empúries      | Casa Reial d'Aragó | Llinatge de Barcelona  | 1341 1364                           | Ramon Berenguer I d'Empúries, Comte d'Empúries i Comte de Prades                                                          | | |
| Comtat d'Empúries      | Casa Reial d'Aragó | Llinatge de Barcelona  | 1364 1386                           | Joan I d'Empúries | | |
| Comtat d'Empúries      | Casa Reial d'Aragó | Llinatge de Barcelona  | 1386 1387                           | Pere II d'Empúries | | |
| Comtat d'Empúries      | Casa Reial d'Aragó | Llinatge de Barcelona  | 1387 1398                           | Joan I d'Empúries | | |
| Comtat d'Empúries      | Casa Reial d'Aragó | Llinatge de Barcelona  | 1398 1401                           | Joan II d'Empúries | | |
| Comtat d'Empúries      | Casa Reial d'Aragó | Llinatge de Barcelona  | 1401 1402                           | Pere III d'Empúries | | |
|                        |                    |                        | 1392                                | El Comtat passa a Martí I d'Aragó                                                                                         | El Comtat passa a Martí I d'Aragó                                                                                         | El Comtat passa a Martí I d'Aragó                                                                                         |
|                        |                    |                        | 1324                                | L'Infant Ramon Berenguer d'Aragó rep el Comtat de Prades                                                                  | L'Infant Ramon Berenguer d'Aragó rep el Comtat de Prades                                                                  | L'Infant Ramon Berenguer d'Aragó rep el Comtat de Prades                                                                  |
| Comtat de Prades       | Casa Reial d'Aragó | Llinatge de Barcelona  |                                     | | | |
| Comtat de Prades       | Casa Reial d'Aragó | Llinatge de Barcelona  | 1324 1341                           | Ramon Berenguer I d'Empúries, Comte d'Empúries i Comte de Prades                                                          | | |
| Comtat de Prades       | Casa Reial d'Aragó | Llinatge de Barcelona  | 1341 1358                           | Pere I d'Empúries, Comte d'Empúries i Comte de Prades                                                                     | | |
| Comtat de Prades       | Casa Reial d'Aragó | Llinatge de Barcelona  | 1358 1414                           | Joan I de Prades | | |
| Comtat de Prades       | Casa Reial d'Aragó | Llinatge de Barcelona  | 1414 1441                           | Joana I de Prades | | |
|                        |                    |                        | 1392                                | Joana I de Prades, el pare de la qual Pere de Prades havia mort el 1395, es casa amb Joan Ramon Folc II de Cardona        | Joana I de Prades, el pare de la qual Pere de Prades havia mort el 1395, es casa amb Joan Ramon Folc II de Cardona        | Joana I de Prades, el pare de la qual Pere de Prades havia mort el 1395, es casa amb Joan Ramon Folc II de Cardona        |
|                        |                    |                        | 1336                                | L'Infant Jaume d'Aragó rep el Comtat d'Urgell                                                                             | L'Infant Jaume d'Aragó rep el Comtat d'Urgell                                                                             | L'Infant Jaume d'Aragó rep el Comtat d'Urgell                                                                             |
| Comtat d'Urgell        | Casa Reial d'Aragó | Llinatge de Barcelona  |                                     | | | |
| Comtat d'Urgell        | Casa Reial d'Aragó | Llinatge de Barcelona  | 1336 1347                           | Jaume I d'Urgell | | |
| Comtat d'Urgell        | Casa Reial d'Aragó | Llinatge de Barcelona  | 1347 1408                           | Pere II d'Urgell | | |
| Comtat d'Urgell        | Casa Reial d'Aragó | Llinatge de Barcelona  | 1408 1413                           | Jaume II d'Urgell, el Dissortat                                                                                           | | |
|                        |                    |                        | 1413                                | El rei Ferran I d'Aragó derrota la revolta del Comte d'Urgell                                                             | El rei Ferran I d'Aragó derrota la revolta del Comte d'Urgell                                                             | El rei Ferran I d'Aragó derrota la revolta del Comte d'Urgell                                                             |
|                        |                    |                        | 1458                                | Pel Testament d'Alfons V d'Aragó, neix la Casa Reial de Nàpols                                                            | Pel Testament d'Alfons V d'Aragó, neix la Casa Reial de Nàpols                                                            | Pel Testament d'Alfons V d'Aragó, neix la Casa Reial de Nàpols                                                            |
| Casa Reial de Nàpols   | Casa Reial d'Aragó | Llinatge de Trastàmara |                                     | | | |
| Casa Reial de Nàpols   | Casa Reial d'Aragó | Llinatge de Trastàmara | 1458 1445                           | Ferran I de Nàpols | | |
| Casa Reial de Nàpols   | Casa Reial d'Aragó | Llinatge de Trastàmara | 1494 1495                           | Alfons II de Nàpols | | |
| Casa Reial de Nàpols   | Casa Reial d'Aragó | Llinatge de Trastàmara | 1495 1496                           | Ferran II de Nàpols | | |
| Casa Reial de Nàpols   | Casa Reial d'Aragó | Llinatge de Trastàmara | 1496 1501                           | Frederic III de Nàpols | | |
|                        |                    |                        | 1501                                | Lluis XII de França finalitza la conquesta del Regne de Nàpols. Ferran II d'Aragó el reconquerirà                         | Lluis XII de França finalitza la conquesta del Regne de Nàpols. Ferran II d'Aragó el reconquerirà                         | Lluis XII de França finalitza la conquesta del Regne de Nàpols. Ferran II d'Aragó el reconquerirà                         |
|                        |                    |                        | 1469                                | El 1469, la Senyoria de Sogorb és convertida en Ducat de Sogorb                                                           | El 1469, la Senyoria de Sogorb és convertida en Ducat de Sogorb                                                           | El 1469, la Senyoria de Sogorb és convertida en Ducat de Sogorb                                                           |
| Ducat de Sogorb        | Casa Reial d'Aragó | Llinatge de Trastàmara |                                     | | | |
| Ducat de Sogorb        | Casa Reial d'Aragó | Llinatge de Trastàmara | 1435 1445                           | Enric d'Aragó i d'Alburquerque, Duc d'Alburquerque, Comte d'Empúries i Senyor de Sogorb                                   | | |
| Ducat de Sogorb        | Casa Reial d'Aragó | Llinatge de Trastàmara | 1469 1489                           | Enric d'Aragó i Pimentel, 1r Duc de Sogorb, Comte d'Empúries                                                              | | |
| Ducat de Sogorb        | Casa Reial d'Aragó | Llinatge de Trastàmara | 1489 1562                           | Alfons d'Aragó i Portugal, 2n Duc de Sogorb, Comte d'Empúries                                                             | | |
| Ducat de Sogorb        | Casa Reial d'Aragó | Llinatge de Trastàmara | 1562 1572                           | Francesc d'Aragó i Folc de Cardona, 3r Duc de Sogorb, Comte d'Empúries                                                    | | |
| Ducat de Sogorb        | Casa Reial d'Aragó | Llinatge de Trastàmara | 1572 1608                           | Joana d'Aragó i Folc de Cardona, 4a Duquesa de Sogorb, Comtessa d'Empúries                                                | | |
|                        |                    |                        | 1608                                | Joana d'Aragó i Cardona es casarà amb Diego Fernández de Córdoba, marquès de Comares                                      | Joana d'Aragó i Cardona es casarà amb Diego Fernández de Córdoba, marquès de Comares                                      | Joana d'Aragó i Cardona es casarà amb Diego Fernández de Córdoba, marquès de Comares                                      |